# Arsène Tsaty-Boungou
Destin Arsène Tsaty-Boungou (Departamento de Niari, Siglo XX) es un abogado, político y diplomático congoleño, que se desempeñó como Ministro de Relaciones Exteriores de la República del Congo entre 1995 y 1997, bajo el presidente Pascal Lissouba.

## Biografía
Nacido en el Departamento de Niari, Tsaty-Boungou es abogado graduado con un Doctorado en Derecho de la Universidad de París I Panthéon-Sorbonne. Mientras estudió, se desempeñó como presidente de la Unión General de Alumnos y Estudiantes Congoleños (Union Générale des Élèves et Étudiants Congolais (UGEEC)).
Participó en la Conferencia Nacional de la República del Congo, realizada entre febrero y junio de 1991, siendo incluido en el comité de la Conferencia Nacional para la redacción de reglamentos internos. Posteriormente fue designado asesor del Presidente Pascal Lissouba por un tiempo y en 1995 fue nombrado por este como Ministro de Relaciones Exteriores. Tsaty-Boungou permaneció en su cargo de Ministro de Relaciones Exteriores en el gobierno del Primer Ministro Bernard Kolélas, designado en septiembre de 1997, pero perdió su cargo un mes después, cuando los rebeldes leales a Denis Sassou-Nguesso capturaron Brazzaville.
Es miembro del partido Unión Panafricana para la Democracia Social (Union Panafricaine pour la Démocratie Sociale), opositor al Gobierno de Sassou-Ngueso. También ocupó el cargo de vicepresidente de la UPADS (Unión Panafricana para la Democracia Social) y portavoz del consejo de vicepresidentes.